# 联合我们能 (巴斯克)
联合我们能（缩写为EP）是西班牙巴斯克自治区历史上的一个左翼选举联盟。该联盟成立于2016年8月11日，由我们能、多元左翼和生态组成。该联盟的意识形态是民主社会主义、女性主义、联邦主义、进步主义、环境保护主义。该联盟的议会发言人是Miren Gorrotxategi。该联盟是西班牙全国性选举联盟联合我们能在巴斯克的分支。2024年2月27日，该联盟解散。